# ワイルド・フロンティア
『ワイルド・フロンティア』（Wild Frontier）は、北アイルランドのギタリスト、ゲイリー・ムーアが1987年に発表した8作目のスタジオ・アルバム。ヴァージン・レコード傘下の10レコードからリリースされた。ムーアは本作で、ヨーロッパにおいて大きな成功を収めた。

## 背景
アイルランドの伝統音楽へのオマージュとして作られた作品で、1986年1月に死去した旧友フィル・ライノット（元シン・リジィ）に捧げられた。ムーアは『Guitar World』誌の1987年9月号に掲載されたインタビューにおいて「僕が育っていた時に自分と共にあった音楽を思い出したかった」「僕達が共にシン・リジィで演奏した音楽は、アルバム『ブラック・ローズ』を筆頭に、ケルト音楽からの影響があった」「フィルが"Wild Frontier"を歌っているところが本当に目に浮かぶ」と語っている。また、ムーアは同じインタビューで、タイトル曲「ワイルド・フロンティア」の歌詞について「かなり政治的な曲だ。ベルファストで育って、何年も後になって帰ってきた人々の運命を描いている。どれほど街が変わり果てたか衝撃を受けるんだ」と説明している。
「ザ・ローナー」は、元ジェフ・ベック・グループのマックス・ミドルトンがコージー・パウエルのアルバム『オーヴァー・ザ・トップ』（1979年）のために書き下ろした曲のカヴァー。『オーヴァー・ザ・トップ』のレコーディングにはムーアも参加していたが、この曲のオリジナル・ヴァージョンではデイヴ・クレムソンがギターを担当した。「フライデイ・オン・マイ・マインド」はイージービーツが1966年に発表した曲のカヴァー。
CDのみの収録となった「クライング・イン・ザ・シャドウズ」は、ムーアが本田美奈子に提供した曲「the Cross -愛の十字架-」のセルフ・カヴァー。日本では1986年に「クライング・イン・ザ・シャドウ」というタイトルでシングルとしてリリースされ、B面には「ワンス・イン・ア・ライフタイム」が収録された。また、イギリスでは「オーヴァー・ザ・ヒルズ・アンド・ファー・アウェイ〜望郷の果て」がシングルとしてリリースされた際、そのB面に収録された。

## 録音
レコーディングは主にムーア、ボブ・デイズリー、元UFOのニール・カーターの3人で行われた。また、前作『ラン・フォー・カヴァー』で多くのキーボード・パートを担当したアンディ・リチャーズ（フランキー・ゴーズ・トゥ・ハリウッドやニック・カーショウとの仕事で知られる）も本作のレコーディングに参加。ムーアはリチャーズについて「彼はフェアライト3を持っていて、ニュー・アルバムの何曲かでは、それが自然と重要な役割を果たした」と語っている。
当初はゲイリー・ファーガソンがドラマーとして起用されたが、最終的にはドラマーの代わりにドラムマシンを使用することになった。なお、本作に伴うツアーでは、ブラック・サバスのアルバム『エターナル・アイドル』のレコーディングでボブ・デイズリーと共演したエリック・シンガーが、デイズリーの推薦によりドラマーとして参加した。
「オーヴァー・ザ・ヒルズ・アンド・ファー・アウェイ〜望郷の果て」にはチーフタンズのパディ・モローニ、ショーン・キーン、マーティン・フェイが参加した。ニール・カーターはレコーディング当時のことについて「フェアライトなど最新式のキーボードがいっぱいあったし、それにもちろんチーフタンズが本物のサウンドを提供してくれたから、皮肉なことに、このアルバムは僕の堅実な演奏が一番少ない作品になった」と振り返っている。

## リリース
LPは8曲入りだが、同時に発表されたCDには「ワイルド・フロンティア」「オーヴァー・ザ・ヒルズ・アンド・ファー・アウェイ〜望郷の果て」の12インチ・シングル・ヴァージョンと「クライング・イン・ザ・シャドウズ」が追加された。
なお、リマスターCDではボーナス・トラックが更に3曲追加されて14曲入りとなり、曲順も旧来のCDと異なっている。

## 反響
本作からの先行シングル「オーヴァー・ザ・ヒルズ・アンド・ファー・アウェイ〜望郷の果て」は全英シングルチャートで20位に達した。また、ノルウェーのシングル・チャートでは7週連続で1位を獲得する大ヒットとなり、スウェーデンのシングル・チャートでは7週連続でトップ20入りして最高7位を記録。続く第2弾シングル「ワイルド・フロンティア」は、2月28日付の全英シングル・チャートに初登場し、3月14日には35位を記録。
そして本作が発表されると、ノルウェーのアルバム・チャートでは3週連続で1位を獲得し、13週連続でトップ20入りした。スウェーデンのアルバム・チャートでは初登場2位となって自身初のトップ5入りを果たし、8週連続でトップ20入りした。全英アルバムチャートでは14週チャート圏内に入って最高8位を記録し、自身初のトップ10入りを果たした。ドイツのアルバム・チャートでは自身初のトップ20入りを果たし、最高9位を記録。オランダのアルバム・チャートでは自身初のトップ40入りを果たし、最高13位を記録して、合計11週にわたりトップ100入りした。
その後、「フライデイ・オン・マイ・マインド」（全英26位）、「ザ・ローナー」（全英53位）、「テイク・ア・リトル・タイム」（全英75位）もシングル・カットされた。

## 評価
Eduardo Rivadaviaはオールミュージックにおいて5点満点中2点を付け「"Over the Hills and Far Away"、タイトル曲、それに美しくムードのあるギター・インストゥルメンタル"The Loner"を別とすれば、ムーアはただ型通りのことをしているだけのように感じられる」「特に致命的なのが、アルバム全体でドラムマシンを使うという決断だ」と評した。なお、RivadaviaはアメリカのウェブサイトUltimate Classic Rockにおいて「ゲイリー・ムーアの曲トップ10」を選出した際に、アルバムの音作りについては「80年代中期の標準だったつややかな音作りは、フォーク音楽へ傾倒する試みの障害となっていたようにも思える」としながらも、「ワイルド・フロンティア」を6位に挙げている。
一方、『BURRN!』誌の1987年4月号に掲載されたレヴューでは、大野奈鷹美が100点満点中99点を付け「音楽の持つ普遍の威力‐人々の心の中に言いようのない感情を生み出す力を改めて教えてくれる」と評した。

## 収録曲
4.はインストゥルメンタル。

### LP

#### Side A
1. 望郷の果て - "Over the Hills and Far Away" (Gary Moore) - 5:22
2. ワイルド・フロンティア - "Wild Frontier" (G. Moore) - 4:15
3. テイク・ア・リトル・タイム - "Take a Little Time" (G. Moore) - 4:06
4. ザ・ローナー - "The Loner" (Max Middleton, G. Moore) - 5:56

#### Side B
1. フライデイ・オン・マイ・マインド（英語版） - "Friday on My Mind" (George Young, Harry Vanda) - 4:12
2. 暗黒の侵入者 - "Strangers in the Darkness" (G. Moore, Neil Carter) - 4:38
3. 雷鳴 - "Thunder Rising" (G. Moore, N. Carter) - 5:43
4. ジョニー・ボーイ - "Johnny Boy" (G. Moore) - 3:14

### CD
1. 望郷の果て - "Over the Hills and Far Away" (G. Moore) – 5:22
2. ワイルド・フロンティア - "Wild Frontier" (G. Moore) – 4:15
3. テイク・ア・リトル・タイム - "Take a Little Time" (G. Moore) – 4:06
4. ザ・ローナー - "The Loner" (Max Middleton, G. Moore) – 5:56
5. ワイルド・フロンティア（12インチ・ヴァージョン） - "Wild Frontier (12" version)" (G. Moore) – 6:42
6. フライデイ・オン・マイ・マインド - "Friday on My Mind" (G. Young, H. Vanda) – 4:12
7. 暗黒の侵入者 - "Strangers in the Darkness" (G. Moore, N. Carter) – 4:38
8. 雷鳴 - "Thunder Rising" (G. Moore, N. Carter) – 5:43
9. ジョニー・ボーイ - "Johnny Boy" (G. Moore) – 3:14
10. 望郷の果て（12インチ・ヴァージョン） - "Over the Hills and Far Away (12" version)" (G. Moore) - 7:27
11. クライング・イン・ザ・シャドウズ - "Crying in the Shadows" (G. Moore) – 5:09

### リマスターCD
1. オーヴァー・ザ・ヒルズ・アンド・ファー・アウェイ〜望郷の果て - "Over the Hills and Far Away" (G. Moore) - 5:22
2. ワイルド・フロンティア - "Wild Frontier" (G. Moore) - 4:15
3. テイク・ア・リトル・タイム - "Take a Little Time" (G. Moore) - 4:06
4. ザ・ローナー - "The Loner" (Max Middleton, G. Moore) - 5:56
5. フライデイ・オン・マイ・マインド - "Friday on My Mind" (G. Young, H. Vanda) - 4:12
6. ストレンジャーズ・イン・ザ・ダークネス - "Strangers in the Darkness" (G. Moore, N. Carter) - 4:38
7. サンダー・ライジング - "Thunder Rising" (G. Moore, N. Carter) - 5:43
8. ジョニー・ボーイ - "Johnny Boy" (G. Moore) - 3:14
9. オーヴァー・ザ・ヒルズ・アンド・ファー・アウェイ〜望郷の果て（12インチ・ヴァージョン） - "Over the Hills and Far Away (12" version)" (G. Moore) - 7:27
10. ワイルド・フロンティア（12インチ・ヴァージョン） - "Wild Frontier (12" version)" (G. Moore) - 6:42
11. クライング・イン・ザ・シャドウズ - "Crying in the Shadows" (G. Moore) - 5:09
12. ザ・ローナー（エクステンデッド・ミックス） - "The Loner (Extended mix)" (M. Middleton, G. Moore) - 7:17
13. フライデイ・オン・マイ・マインド（12インチ・ヴァージョン） - "Friday on My Mind (12" version)" (G. Young, H. Vanda) - 6:15
14. アウト・イン・ザ・フィールズ（ライヴ） - "Out in the Fields (Live)" (G. Moore) - 5:29

## カヴァー
- オーヴァー・ザ・ヒルズ・アンド・ファー・アウェイ〜望郷の果て
  - 柴田直人 - カヴァー・アルバム『STAND PROUD! II』（1999年）に収録。
  - ザイアフィング - アルバム『Urkraft』（2000年）にボーナス・トラックとして収録[31]。
  - ナイトウィッシュ - EP『オーヴァー・ザ・ヒルズ・アンド・ファー・アウェイ』（2001年）に収録。ナイトウィッシュのヴァージョンはフィンランドのシングル・チャートにおいて3週連続で1位を獲得した[32]。

## 参加ミュージシャン
- ゲイリー・ムーア - ボーカル、ギター
- ニール・カーター - キーボード、バッキング・ボーカル
- ボブ・デイズリー - ベース

アディショナル・ミュージシャン
- アンディ・リチャーズ - キーボード
- パディ・モローニ - パイプス
- ショーン・キーン - フィドル
- マーティン・フェイ - フィドル
- ジュディ・ツーク - バッキング・ボーカル
- Paul Muggleton - バッキング・ボーカル
- John Savannah - バッキング・ボーカル